# Hermann Ludwig Blankenburg
Hermann Ludwig Blankenburg, född 14 november 1876 i Thamsbrück i Bad Langensalza, död 15 maj 1956 i Wesel i Tyskland var en marschkompositör. Blankenburg komponerade, enligt egen utsago, 1398 marscher. Man känner idag till knappt hälften så många. Detta bland annat på grund av att hans arkiv förstördes under andra världskriget.

## Kompositioner i urval
- Abschied der Gladiatoren
- Adlerflug
- Auf Heimatlicher Erde
- Einzug schneidiger Truppen
- Freundestreue (Loyal Comrades)
- Frieden und Freiheit
- Gruss an Thüringen
- Jubelsturm
- Jugendfrühling
- Nec Aspera Terrent
- Prepare for Action
- Treue Waffengefährten
- Unter Kaisers Fahnen